# 艾伯乐
艾伯乐 （英語：Albert Bourla，1961年10月21日—）是一位希腊裔美国兽医，美国制药公司輝瑞董事长兼首席执行官。他于1993年加入輝瑞。艾伯乐反对政府干预药品定价，他认为这会使得新药开发的支出減少。

## 早年生活和教育
艾伯乐生於希腊塞萨洛尼基，並在當地长大。他的父母是塞法迪犹太人。艾伯乐的母亲一度面臨行刑队枪决，当时她的姐夫（非犹太人）向一名纳粹党官员支付了赎金，這使得她逃過一劫。 
艾伯乐于1985年獲得塞萨洛尼基亚里士多德大学兽医学院頒發的生物技术博士学位。

## 辉瑞
艾伯乐于1993年加入辉瑞。 
2018年1月1日，艾伯乐成为辉瑞的首席运营官，负责监督公司的药物研发、制造以及销售。
2018年10月，艾伯乐晋升輝瑞首席执行官。
2020年1月，艾伯乐兼任輝瑞执行董事長一职。 

## 个人生活
艾伯乐和他的妻子住在斯卡斯代爾。他有一个女儿和一个儿子。
2022年8月15日和9月24日，艾伯乐兩度感染2019冠狀病毒病病毒。